# Anthony Rota

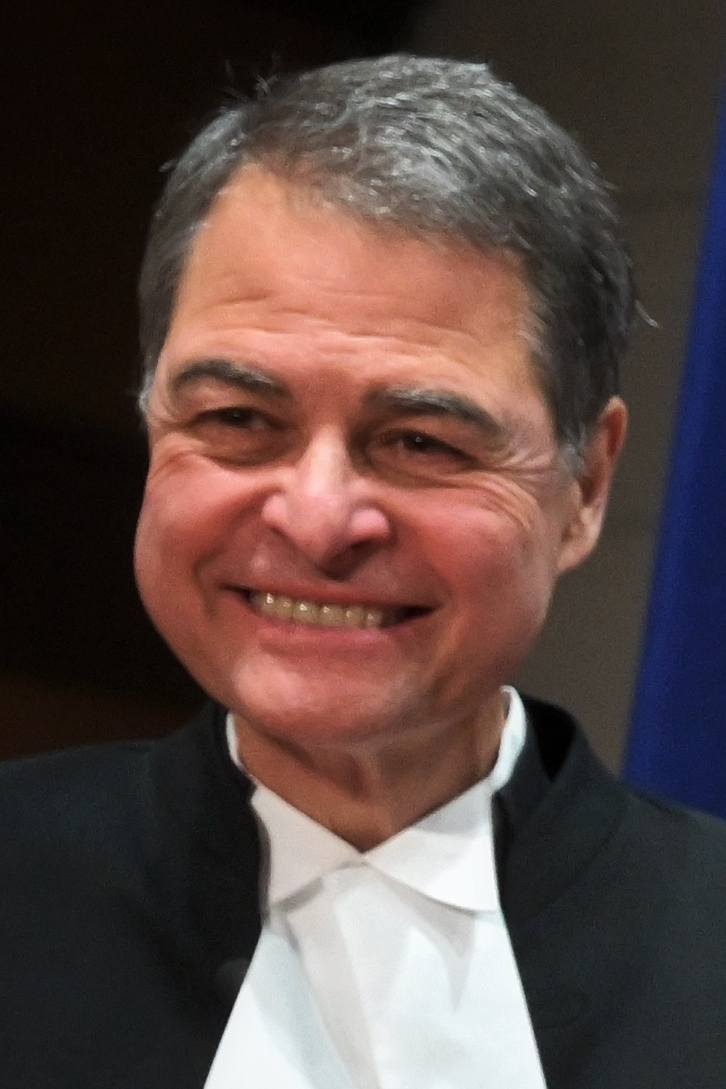
Anthony Rota (2023)

Anthony Michael Gerard Rota (* 15. Mai 1961 in North Bay, Ontario, Kanada) ist ein kanadischer Politiker der Liberalen Partei Kanadas, der von 2019 bis zu seinem Rücktritt 2023 die Funktion des Speaker des House of Commons (Unterhaus) innehatte. Sein Wahlkreis ist Nipissing-Timiskaming. Er repräsentiert diesen Wahlkreis als Mitglied des Unterhauses von 2004 bis 2011 sowie seit 2015. Für das 43. und 44. Parlament wurde er 2019 und 2021 zum Speaker gewählt.

## Leben
Anthony Rota hat italienische Wurzeln. Er erlangte einen Bachelor-Abschluss in Politikwissenschaften an der Wilfrid Laurier University, ein Finanzdiplom des Algonquin Colleges und einen Abschluss als Master of Business Administration an der University of Ottawa. 
Seine politische Karriere startete als Stadtrat im North Bay City Council. Er war Vorsitzender des Planungs- und Entwicklungsausschusses. Im Kampf um die Nominierung als Wahlkreiskandidat der Liberalen Partei konnte er 2004 die Gegenkandidaten Susan Church, Hugh McLachlan und Joe Sinicrope im zweiten Wahlkampf besiegen. In der Wahl zum Parlament im Juni 2004 konnte er sich knapp gegen den Konservativen Bewerber Al McDonald durchsetzen. 2006 und 2008 wurde er wiedergewählt.
Bei der Wahl von 2011 unterlag er mit einem Unterschied von lediglich 14 Stimmen dem konservativen Kandidaten Jay Aspin. Ab 2011 arbeitete er bis zur nächsten Wahl 2015 an der Nipissing University in North Bay.
2015 konnte er den Parlamentssitz gegen Aspin zurückerobern und 2019 und 2021 verteidigen.
Am 17. Juni 2020 gebot Rota dem Fraktionsvorsitzenden der sozialdemokratischen NDP, Jagmeet Singh, das Unterhaus zu verlassen, nachdem er den Abgeordneten Alain Therrien des Bloc Québécois als „Rassisten“ bezeichnet hatte.

## Rücktritt als Speaker des House of Commons
Rota hatte den 98-jährigen Jaroslaw Hunka als „Kriegshelden der Ersten Ukrainischen Division“ eingeladen und den Parlamentariern mit dieser Bezeichnung vorgestellt. Tatsächlich gehörte Hunka der 14. Waffen-Grenadier-Division der SS an, die sich im April 1945 als 1. Ukrainische Division neu formierte und auf die Ukraine vereidigt wurde. Rota bezeichnete ihn am 22. September 2023 im Anschluss an die Rede des ukrainischen Präsidenten Wolodymyr Selenskyj als ukrainischen Helden im Kampf gegen die Russen und dankte ihm für seinen Einsatz.
Die Politiker aller Parteien applaudierten dem anwesenden Hunka.
Am 24. September 2023 entschuldigte sich Rota. Er bedauerte die Einladung Hunkas, nachdem er im Anschluss weitere Informationen über seine Teilnahme am Zweiten Weltkrieg erhalten hätte. Die jüdische Gemeinschaft innerhalb und außerhalb Kanadas bat er um Verzeihung. Weder die Delegation der Ukraine noch seine Parlamentskollegen wären im Voraus über die Einladung und seine Rede informiert gewesen.
Am 26. September 2023 erklärte er, dass er beabsichtige, mit Wirkung zum 27. September 2023 vom Vorsitz des Unterhauses zurückzutreten. Die Einladung Hunkas in das House of Commons sei ein Fehler gewesen.